# 18 август
18 август е 230-ият ден в годината според григорианския календар (231-ви през високосна година). Остават 135 дни до края на годината.

## Събития
- 1201 г. – Основан е град Рига – днешната столица на Латвия.
- 1682 г. – Петър I става цар на Русия.
- 1743 г. – Влизат в действие първите правила на бокса, изготвени от Джек Броунгтън.
- 1786 г. – Рейкявик, сегашната столица на Исландия, получава статута на град.
- 1868 г. – Френският астроном Жул Жансен открива хелия, докато анализира хромосферата на Слънцето по време на пълно слънчево затъмнение.
- 1870 г. – Френско-пруската война: Започва Битката при Гравлот.
- 1877 г. – Американският астроном Асаф Хол открива естествения спътник на Марс – Фобос.
- 1903 г. – Избухва Преображенското въстание на българите в Одринска Тракия
- 1916 г. – България в Първата световна война: България превзема Корча след като гръцкия гарнизон капитулира.
- 1917 г. – При голям пожар в Солун изгарят над 30% от сградите и 70 хил. души остават без дом.
- 1917 г. – България в Първата световна война: Започва едномесечна българска офанзива по Солунския фронт, отблъсната от Антантата, която завзема Лерин и Поградец.
- 1920 г. – Влиза в сила 19-ата поправка на Конституцията на САЩ, даваща право на жените да гласуват.
- 1945 г. – СССР анексира от Япония Курилските острови.
- 1949 г. – Основана е германската компания „Adidas“.
- 1958 г. – В САЩ излиза от печат скандалният роман на Владимир Набоков – Лолита.
- 1962 г. – Ринго Стар за първи път излиза на сцена като барабанист на Бийтълс.
- 1964 г. – МОК отстранява ЮАР от участие в XVIII летни олимпийски игри заради политиката на апартейд на правителството.
- 1971 г. – Виетнамската война: Австралия и Нова Зеландия изтеглят своите войски от Виетнам.
- 1982 г. – Западните информационни агенции съобщават за статията на американската журналистка Клеър Стърлинг в „Рийдърс Дайджест“, в която се лансира „българската следа“ в атентата срещу Йоан Павел II.
- 2006 г. – XL Народно събрание на България приема на второ четене промените в Закона за трансплантациите.

## Родени
- 1414 г. – Джами, персийски поет († 1492 г.)
- 1497 г. – Франческо Канова да Милано, италиански композитор († 1543 г.)
- 1685 г. – Брук Тейлър, английски математик († 1731 г.)
- 1750 г. – Антонио Салиери, италиански композитор († 1825 г.)
- 1815 г. – Александър Мидендорф, руски пътешественик († 1894 г.)
- 1819 г. – Мария Николаевна, херцогиня на Льойхтенберг († 1876 г.)
- 1830 г. – Франц Йосиф, император на Австро-Унгария († 1916 г.)
- 1845 г. – Йозеф Хохола, чешки капелмайстор († 1918 г.)
- 1870 г. – Лавър Корнилов, руски генерал († 1918 г.)
- 1870 г. – Тугомир Алаупович, хърватски писател († 1958 г.)
- 1891 г. – Георг Гавантка, германски офицер († 1939 г.)
- 1898 г. – Стоян Христов, писател († 1996 г.)
- 1902 г. – Методи Андонов-Ченто, македонски политик († 1957 г.)
- 1904 г. – Макс Фактор Младши, американски биохимик († 1996 г.)
- 1906 г. – Марсел Карне, френски режисьор († 1996 г.)
- 1910 г. – Пал Туран, унгарски математик († 1976 г.)
- 1924 г. – Богдан Ковачев, български балетист († 1978 г.)
- 1927 г. – Розалин Картър, първа дама на САЩ (1977 – 1981) († 2023 г.)
- 1928 г. – Лучано Де Крешенцо, италиански писател († 2019 г.)
- 1932 г. – Люк Монтание, френски вирусолог, Нобелов лауреат († 2022 г.)
- 1932 г. – Морис Аладжем, български композитор († 2004 г.)
- 1933 г. – Роман Полански, полски режисьор
- 1936 г. – Робърт Редфорд, американски актьор
- 1943 г. – Джани Ривера, италиански футболист
- 1946 г. – Ирена Яроцка, полска певица († 2012 г.)
- 1952 г. – Патрик Суейзи, американски актьор († 2009 г.)
- 1953 г. – Ма Дзиен, китайски писател
- 1953 г. – Серджо Кастелито, италиански актьор
- 1954 г. – Владимир Висоцки, командващ Северния флот на Русия († 2021 г.
- 1957 г. – Карол Буке, френска киноактриса
- 1962 г. – Елена Русалиева, българска актриса
- 1962 г. – Фелипе Калдерон, президент на Мексико
- 1969 г. – Едуард Нортън, американски актьор
- 1969 г. – Крисчън Слейтър, американски актьор
- 1971 г. – Марк Дегенс, немски писател
- 1975 г. – Пепа, българска попфолк певица
- 1983 г. – Крис Бойд, шотландски футболист
- 1988 г. – Джи-Драгън, южнокорейски певец
- 1991 г. – Ричард Хармън, канадски актьор
- 1997 г. – Жозефин Лангфорд, австралийска актриса

## Починали
- 353 г. – Деценций, римски узурпатор (* ? г.)
- 440 г. – Сикст III, римски папа (* ? г.)
- 946 г. - Св. Йоан Рилски, български светец (* 876 г.)
- 1227 г. – Чингис хан, монголски владетел (* ок. 1162 г.)
- 1258 г. – Теодор II Ласкарис, никейски император (* ок. 1221 г.)
- 1503 г. – Александър VI, римски папа от 1492 г. (* 1431 г.)
- 1559 г. – Павел IV, римски папа (* 1476 г.)
- 1610 г. – Константин Капански, новомъченик за вярата и един от осмината тесалийски светци
- 1642 г. – Гуидо Рени, италиански художник (* 1575 г.)
- 1765 г. – Франц I, император на Свещената Римска империя (* 1708 г.)
- 1850 г. – Оноре дьо Балзак, френски романист (* 1799 г.)
- 1865 г. – Александрос Маврокордатос, гръцки министър-председател (* 1791 г.)
- 1896 г. – Рихард Авенариус, немски философ (* 1843 г.)
- 1905 г. – Алберт Еделфелт, финландски художник (* 1854 г.)
- 1921 г. – Петър Нойков, български педагог (* 1868 г.)
- 1943 г. – Валтер Тил, германски учен и конструктор (* 1910 г.)
- 1944 г. – Ернст Телман, германски комунистически лидер (* 1886 г.)
- 1946 г. – Тома Николов, български революционер и духовник (* ок. 1863 г.)
- 1951 г. – Димитър Савов, български предприемач (* 1887 г.)
- 1961 г. – Леонхард Франк, немски писател (* 1882 г.)
- 1976 г. – Саша Попов, български цигулар (* 1899 г.)
- 1979 г. – Иван Маринов, български военен деец (* 1896 г.)
- 1981 г. – Анита Лус, американска писателка, сценарист и драматург
- 1990 г. – Бъръс Фредерик Скинър, американски психолог-бихевиорист (* 1904 г.)
- 1992 г. – Джон Стърджис, американски кинорежисьор (* 1910 г.)
- 1994 г. – Вазген I, арменски духовник (* 1908 г.)
- 2004 г. – Елмър Бърнстийн, американски композитор (* 1922 г.)
- 2007 г. – Владилен Попов, български шахматист и журналист (* 1935 г.)
- 2009 г. – Ким Те Чжун, южнокорейски политик, носител на Нобелова награда (* 1925 г.)
- 2024 г. – Ален Делон, френски актьор и режисьор (* 1935 г.)

## Празници
- Международен ден на бездомните животни (за 2012 г.) – Чества се от 1992 г. по Предложение на Международното дружество за правата на животните (ISAR) през третата събота на август
- Ден на миньора – Отбелязва се от 1996 г. в деня на Успение на св. Йоан Рилски – покровител на миньорите. Празнуват и геолозите, и работниците от енергийно-суровинния отрасъл
- Международен ден на морските фарове
- Австралия – Ден на ветераните от виетнамската война
- България – Празник на българските ловци (за 2012 г.) – Обявен с Решение на Общото събрание на Националното ловно-рибарско сдружение „Съюз на ловците и риболовците в България“ от 29 ноември 2006 г. Празникът се чества в първата събота, след 15 август, в първия ден на ловния сезон
- България – Успение на св. Иван Рилски
- Казахстан – Ден на граничните служители